# Bethaus (Ferlach)
Das Bethaus Ferlach ist ein evangelischer Kirchenbau im Gablerweg 9 in Ferlach in Bezirk Klagenfurt-Land in Kärnten. Als Predigtstation gehört es der Evangelischen Superintendentur A.B. Kärnten und Osttirol an.

## Geschichte
In der Zeit um 1900 errichtete die 1864 gegründete Pfarrgemeinde der Johanneskirche von Klagenfurt am Wörthersee im Zuge der Los-von-Rom-Bewegung zur weiteren Ausbreitung des Protestantismus eine Anzahl von Predigtstationen. So wurden seit November 1901 in Ferlach, von wo aus große Teile des Rosentals betreut wurden, regelmäßig Gottesdienste im Gasthof zur Post abgehalten. Bereits 1910 erhielt die Pfarrgemeinde einen Baugrund im Ortsteil Kirschentheuer zur Errichtung eines Bethauses übertragen.
Der Anschluss Österreichs an das nationalsozialistische Deutsche Reich brachte seit 1938 für die Klagenfurter Gemeinde eine staatlicherseits forcierte Austrittswelle, die 1940 ihren Höhepunkt erreichte. Dennoch konnte 1940 die Errichtung und Einweihung des neuen Bethauses in Ferlach erfolgen. Ausgeführt wurde das Bethaus im Stil der Heimatschutzarchitektur als ein bescheidener Rechteckbau mit zur Vorhalle vorgezogenem Satteldach und einem rechtwinklig dazu angeordnetem Wohnbau.